# 伊藤一之
伊藤 一之（いとう かずゆき、1973年 - ）は、日本のロボット工学者。博士（工学）（東京工業大学）。
法政大学理工学部電気電子工学科教授、法政大学理工学部学部長。法政大学大学院理工学研究科教授。日本知能ファジィ学会評議員。日本知能ファジィ学会貢献賞受賞。

## 略歴
1996年、法政大学工学部電気工学科計測制御専攻卒業。
1998年、法政大学大学院工学研究科システム工学専攻博士前期修了。
2002年、東京工業大学大学院総合理工学研究科知能システム科学専攻博士後期修了。
2003年、岡山大学工学部助手。
2010年、法政大学理工学部准教授。
2015年、法政大学理工学部教授。
2020年、法政大学理工学部学部長。

## 著作等

### 単著
- 『ロボットインテリジェンス』（オーム社、2014年）
- 『実装　強化学習　Cによるロボットプログラミング』（オーム社、2018年）

### 共著
- 『機械の知能・学習・進化-やわらかい機械をめざして-』（大学教育出版、2003年）
- 『次世代のプラント運転支援技術』（大学教育出版、2007年）
- 『ハンディブック　メカトロニクス　改訂３版』（オーム社、2014年）

### 論文
- 『（学術雑誌論文）自動車用レーザレーダのスポーツ計測への応用』（スポーツ産業学研究、7(1)、53-57、1997年）
- 『（学術雑誌論文）GAにより探索空間の動的生成を行うQ学習 』（人工知能学会論文誌、16(6)、510-520、2001年）
- 『（学術雑誌論文）操作性を考慮したヘビ型レスキューロボットの開発-走破性と操作性の両立- 』（日本ロボット学会誌、27(4)、419-426、2009年）
- 『知的な振る舞いの発現におけるアクチュエータの役割』（知能と情報(日本知能情報ファジィ学会誌)、24(1)、627-636、2012年）など

## 受賞歴
- 日本知能ファジィ学会「貢献賞」受賞（2021年）[3]
- IEEE Int. Conf. on Intelligent Systems 2020 Best paper award[4]
- 競基弘賞（学術業績賞）(2013)
- IEEE Int. Conf. on Intelligent Systems 2012 Best paper award
- 消防庁長官 優秀賞 (2012)
- 船井情報科学奨励賞(2004)
- 日本ロボット学会 研究奨励賞(2013)

## 専門分野
- モノづくり技術[2]
- 知能ロボット
- 強化学習
- 遺伝的アルゴリズム